# Crucifixión (Carlo Crivelli)
La Crucifixión o Crucifixión con la Magdalena y San Juan Evangelista es una pintura al  temple y oro sobre tabla (218 x 75 cm) de Carlo Crivelli, datada hacia 1485 y conservada en la Pinacoteca de Brera de Milán. Es una de las obras más conocidas del artista.

## Historia
La obra entró en Brera en 1811 durante el expolio napoleónico, proveniente de la  catedral de Camerino. Llegada junto con la Virgen de la vela, con medidas compatibles y una análoga perspectiva ambiental, se la consideró largo tiempo un posible panel del desmembrado Políptico del Duomo de Camerino. 
Las investigaciones más recientes descartaron esta hipótesis, tanto comprobando los inventarios de la época de la entrada en la pinacoteca, que para la Madonna registran diferentes medidas (y por tanto vinculadas quizás a un marco desaparecido), como por las diferencias de fondo y ambientación.

## Descripción y estilo
En esta obra Crivelli acentuó de manera abstracta la típica división tierra/cielo de este tema religioso, erigiendo a Cristo delante de un inusual fondo: la mitad inferior un paisaje naturalista y la mitad superior un fondo liso simulando un panel de oro con un sol y una luna cincelados a cada lado. Estos sugieren el paso del tiempo y, por tanto, al igual que el fondo dorado, la eternidad del plano celestial. A los pies de la Cruz se encuentran las dos figuras dolientes de san Juan y María Magdalena, llorando. El paisaje revela un fantasioso castillo, en alusión a la cercana Jerusalén, arboledas y cerros que se pierden en la lejanía. 
La cruz está adaptada en perspectiva para ser vista desde abajo, como demuestran el ancho visible de los brazos de esta y la proyección del sedile. No pudiendo trabajar con los habituales tejidos suntuosos y joyas brillantes, Crivelli se centra en contrastar los rostros y gestos sufrientes del crucificado y sus acompañantes con detalles de gran realismo, como la calavera de Adán en el Gólgota, las vetas de la madera o el terreno seco salpicado de arbustos. No faltan elementos simbólicos, como los árboles secos, en contraste con los verdes más lejanos, símbolo del renacimiento terrenal después del sacrificio divino.

## Otros proyectos
- Wikimedia Commons contiene imágenes y otros archivos de  La Crocifissione con la Vergine e San Giovanni Evangelista